# Магія місячного сяйва
«Магія місячного сяйва» (англ. Magic in the Moonlight) — фільм режисера Вуді Аллена, відзнятий за його сценарієм. Головні ролі зіграли Колін Ферт і Емма Стоун. Дія картини відбувається у 1920-х роках на Французькій Рив'єрі. У прокат фільм вийшов 25 липня 2014 року, українська прем'єра відбулася 16 жовтня 2014 року.
Ілюзіоніст Стенлі Кроуфорд присвятив своє життя викриттю шахраїв-медіумів. Але одного разу він починає вірити в дар американської спіритки Софі…

## Сюжет
Дія фільму відбувається в 1928 році. Стенлі Кроуфорд (актор Колін Ферт) — відомий англійський ілюзіоніст, який під псевдонімом Вей Лін Су гастролює по всій Європі з успішними виставами. На прохання свого друга і колеги Говарда Беркена (Саймон Макберні) він вирушає до Франції, щоб викрити молоду американку Софі Бейкер (Емма Стоун), аферистку, яка за допомогою спіритичних сеансів завоювала довіру багатого сімейства.
Стенлі знайомиться із Софі та її матір'ю, пані Бейкер (Марсія Ґей Гарден), на розкішній віллі Грейс Кетледж (Джекі Вівер) на Лазуровому березі. Спіритка викликає дух померлого чоловіка господині будинку, але два досвідчених ілюзіоністи, Стенлі й Говард, не можуть спіймати її на шахрайстві. Натомість Софі дивує Кроуфорда, коли вгадує деталі його минулого, отримуючи інформацію «через вібрації». Упевненість скептика Стенді щодо неможливості надприродних явищ починає руйнуватися.
Паралельною лінією у фільмі розгортається історія кохання сина власниці будинку Брайса (Геміш Лінклатер) до Софі, яка теж виказує йому симпатію. Тим часом Стенлі пропонує дівчині скласти йому компанію під час візиту до тітки Ванесси (Айлін Еткінс), яка мешкає неподалік. Софі погоджується та вчергове вражає Стенлі знанням подробиць життя його родички.
На зворотному шляху в молодих людей ламається автомобіль і вони ховаються від негоди в старій обсерваторії. Згадуючи дитинство Стенлі захоплюється і розкривається перед Софі як розумна, але й романтична та глибока людина. Після поїздки дівчина починає сумніватися, що хоче пов'язати своє життя із Брайсом Кетледжом, але Стенлі знову закривається і повертається до образу сухого педанта.

## Ролі виконують
- Колін Ферт — Стенлі Кроуфорд
- Емма Стоун — Софія Бейкер
- Геміш Лінклейтер — Брайс
- Марсія Ґей Гарден — місис Бейкер
- Джекі Вівер — Грейс
- Еріка Лірсен — Керолайн
- Саймон Макберні — Говард Буркан
- Кетрін Маккормак — Олівія